# Oedemera ventralis
Oedemera ventralis là một loài bọ cánh cứng trong họ Oedemeridae. Loài này được Miller miêu tả khoa học năm 1880.